# Ічкіно
І́чкіно (рос. Ичкино) — село у складі Шадрінського району Курганської області, Росія. Адміністративний центр та єдиний населений пункт Ічкінської сільської ради.
Населення — 550 осіб (2017, 597 у 2010, 625 у 2002).
Національний склад станом на 2002 рік: росіяни — 98 %.